# مستشفى أوتاوا
مستشفى أوتاوا (بالإنجليزية: The Ottawa Hospital) هو مستشفى تعليمي عام غير ربحي في أوتاوا، أونتاريو، كندا. يتكون المستشفى من مستشفى أوتاوا العام، مستشفى أوتاوا المدني ومستشفى رفرسايد أوتاوا. يحوي المستشفى 1117 سريراً ومركز بحثي.

## مركز مستشفى أوتاوا للأبحاث
مركز صحي بحثي غير ربحي، يشكل جزءًا من مستشفى أوتاوا ومن قسم الطب والعلوم الصحية بجامعة أوتاوا، وهو أحد أكبر مراكز المستشفيات البحثية بأمريكا الشمالية. أُسس المركز في 1 أبريل، 2001م، ويركز على الأبحاث في عدة مجالاتك آبرزها دوائيات السرطان، أمراض الشيخوخة، علم الأوبئة السريري، الهرمونات، الطب الجزيئي.

## انظر أيضًا

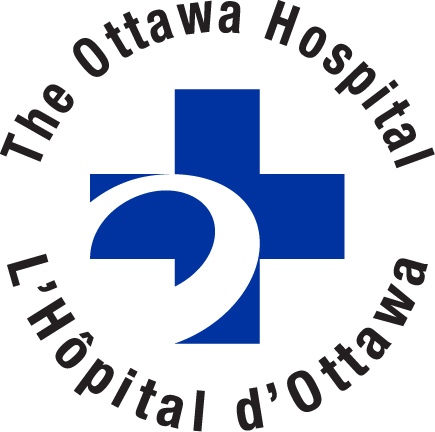